# Pont dels Escalls
Le pont dels Escalls est un pont d'Andorre situé dans la paroisse d'Escaldes-Engordany enjambant la Valira del Nord peu avant sa confluence avec la Valira d'Orient. Il est situé sur l'ancien chemin reliant Andorre-la-Vieille à Escaldes et Engordany. Il s'agit d'un pont en maçonnerie, constitué d'une seule arche.
Aujourd'hui abandonné, le pont a cependant une grande importance historique. Construit au Moyen Âge, il a été le lieu de signature des paréages de 1278 et 1288, mais également du traité du Pont des Escalls en 1881.
Il est classé bien d'intérêt culturel depuis le 16 juillet 2003.